# River Light
River Light är ett vattendrag i Australien. Det ligger i delstaten South Australia, omkring 44 kilometer nordväst om delstatshuvudstaden Adelaide.
Runt River Light är det mycket glesbefolkat, med 7 invånare per kvadratkilometer. Genomsnittlig årsnederbörd är 659 millimeter. Den regnigaste månaden är juni, med i genomsnitt 109 mm nederbörd, och den torraste är december, med 15 mm nederbörd.